# Provincia Maputo
Maputo este o provincie  în Mozambic. Reședința sa este orașul Matola.